# Bola de espejos
Una bola de espejos, bola de discoteca o simplemente bola disco es un objeto esférico que refleja luz en varias direcciones, produciendo un 
complejo efecto visual. Su superficie está cubierta con cientos o miles de espejos, casi todos con la misma forma y tamaño. Usualmente, se cuelga sobre la cabeza del público desde un dispositivo que la hace rotar continuamente en un eje vertical. Al mismo tiempo, es iluminada con focos para que la luz rebote en ella y el público pueda visualizar rayos que se mueven sobre ellos y sobre las paredes del recinto.
La bola de espejos más grande del mundo fue instalada en 2002 por el artista Michael Trainor en Blackpool, Inglaterra (53°47′00.3″N 3°03′31.1″O / 53.783417, -3.058639). La estructura, bautizada como They shoot horses, don't they? en referencia a la película homónima de 1969, fue construida por una compañía de ingeniería de Oldham, Gran Mánchester, e incluye 46 500 espejos.